# Megophrys montana
Megophrys montana är en groddjursart som beskrevs av Heinrich Kuhl och Van Hasselt 1822. Megophrys montana ingår i släktet Megophrys och familjen Megophryidae. Inga underarter finns listade i Catalogue of Life.
Detta groddjur förekommer med flera från varandra skilda populationer i bergstrakter på Java. Arten når där upp till 1200 meter över havet. Individerna lever i skogar och vistas där på marken. För fortplantningen besöker de vattendrag.
Arten hotas regionalt av skogarnas omvandling till odlingsmark. Några få exemplar fångas och hölls som terrariedjur. IUCN kategoriserar arten globalt som livskraftig.